# Настоящие попугаи
Настоящие попугаи (лат. Psittacinae) — подсемейство птиц семейства попугаевых.

## Описание
Длина птиц достигает 35 см. Хвост короткий. Жако имеют в основном серую окраску, с красным или бурым хвостом. Некоторые виды имеют яркую, разноцветную окраску, мелкие виды окрашены более скромно, в основном их оперение имеет тёмные тона зелёного цвета. Все виды попугаев этого рода объединяет наличие крупного крючковатого клюва, голых участков кожи на лицевой части головы, покрытых лишь несколькими пёрышками.

## Распространение
Попугаи этого подсемейства обитают в тропических лесах Африки.

## Классификация
В подсемейство включают 1 трибу и 2 рода:
- Триба короткохвостых попугаев[1][3], Psittacini
  - Род жако, Psittacus
  - Род длиннокрылых попугаев, Poicephalus